# 1,039/Smoothed Out Slappy Hours
1,039/Smoothed Out Slappy Hours é uma coletânea musical de gravações antigas da banda de punk rock Green Day. Apesar de ser referido como o primeiro álbum do grupo, seu verdadeiro primeiro álbum foi 39/Smooth, enquanto que 1,039/Smoothed Out Slappy Hours inclui aquele álbum inteiro, assim como dois EP (1,000 Hours e Slappy) e uma faixa de outro álbum de compilação.
Inicialmente lançado em 1991 pela Lookout! Records (apesar de estar escrito "1990" no copyright impresso no álbum), a gravadora relançou o álbum de forma remasterizada em 27 de Janeiro de 2004. Em Agosto de 2005, o Green Day retirou este álbum, assim como todo o seu material lançado pela Lookout!, devido à royalties que não foram pagos. Ele foi relançado pela Reprise Records em 9 de Janeiro de 2007, com quem a banda está desde que saiu de sua primeira gravadora. Na Europa, no entanto, o álbum foi lançado pela Epitaph Europe e permanece em seu catálogo.
1,039/Smoothed Out Slappy Hours encontrou um sucesso regional na Califórnia, e continua a vender desde que a banda tornou-se mais mainstream. O álbum já foi certificado como disco de ouro, tendo vendido mais de 585.000 unidades nos Estados Unidos até Novembro de 2006.
As vendas mundiais ultrapassam 2 milhões de cópias vendidas.
| Críticas profissionais                                                      | Críticas profissionais |
| Avaliações da crítica                                                       | Avaliações da crítica  |
| Fonte                                                                       | Avaliação              |
| --------------------------------------------------------------------------- | ---------------------- |
| allmusic                                                                    | [ 3 ]                  |
| Pitchfork Media                                                             | (6,2/10)               |
| Esta tabela precisa de ser acompanhada por texto em prosa. Consulte o guia. |                        |

## Faixas
Todas as canções foram compostas por Billie Joe Armstrong (letra) e Green Day (música), exceto onde especificado.
1. "At the Library" – 2:28
2. "Don't Leave Me" – 2:39
3. "I Was There" (John Kiffmeyer) – 3:36
4. "Disappearing Boy" – 2:52
5. "Green Day" – 3:29
6. "Going to Pasalacqua" – 3:31
7. "16" – 3:24
8. "Road to Acceptance" – 3:36
9. "Rest" – 3:06
10. "The Judge's Daughter" – 2:35
11. "Paper Lanterns" – 2:25
12. "Why Do You Want Him?" – 2:33
13. "409 in Your Coffeemaker" – 2:54
14. "Knowledge" (Jesse Michaels, Tim Armstrong, Matt Freeman, Dave Mello/Operation Ivy) – 2:20
15. "1,000 Hours" – 2:26
16. "Dry Ice" – 3:45
17. "Only of You" – 2:46
18. "The One I Want" – 3:01
19. "I Want to Be Alone" – 3:09

### Origem das faixas
- Faixas 1–10 de 39/Smooth (1990)
- Faixas 11–14 de Slappy (EP, 1990)
- Faixas 15–18 de 1,000 Hours (EP, 1989)
- Faixa 19 de The Big One, uma compilação com bandas da East Bay e de Los Angeles

### Entendendo o nome do disco
1,039/Smoothed Out Slappy Hours
- 1,0 Referência ao nome da EP 1,000 Hours
- 39/Smoothed Referência ao nome do disco 39/Smooth
- Slappy Referência ao nome da EP Slappy
- Hours Referência ao nome da EP 1,000 Hours